# 1.ª etapa da Volta a Espanha de 2022
A 1.ª etapa da Volta a Espanha de 2022 teve lugar a 19 de agosto de 2022 nos Países Baixos e consistiu num contrarrelógio por equipas com início e final na cidade de Utrecht sobre um percurso de 23,3 km. Esta foi vencida pelo Jumbo-Visma e o neerlandês Robert Gesink se converteu no primeiro líder da prova.

## Classificação da etapa
| Utreque - Utreque | contrarrelógio por equipes | (23,3 km) |

| \| Classificação por etapas \| Classificação por etapas \| Classificação por etapas \| Classificação por etapas \| Classificação por etapas \| Classificação por etapas \| \| Equipe \| Equipe \| Tempo \| Intervalo de tempo \| Rapidez \| \| \| ------------------------ \| ------------------------ \| ------------------------ \| ------------------------ \| ------------------------ \| ------------------------ \| \| 1. \| Jumbo-Visma \| 24m40s \| \| 56.676 km/h \| \| \| 2. \| Ineos Grenadiers \| 24m53s \| + 13s \| 56.182 km/h \| \| \| 3. \| Quick-Step Alpha Vinyl \| 24m54s \| + 14s \| 56.145 km/h \| \| \| 4. \| BikeExchange-Jayco \| 25m11s \| + 31s \| 55.513 km/h \| \| \| 5. \| UAE Team Emirates \| 25m13s \| + 33s \| 55.440 km/h \| \| \| 6. \| Groupama-FDJ \| 25m18s \| + 38s \| 55.257 km/h \| \| \| 7. \| Bora-Hansgrohe \| 25m21s \| + 41s \| 55.148 km/h \| \| \| 8. \| Trek-Segafredo \| 25m22s \| + 42s \| 55.112 km/h \| \| \| 9. \| Bahrain Victorious \| 25m22s \| + 42s \| 55.112 km/h \| \| \| 10. \| Movistar Team \| 25m23s \| + 43s \| 55.076 km/h \| \| |                        |        |                    |             |
| |                        |        |                    |             |
| Fonte: ProCyclingStats |                        |        |                    |             |
| Classificação por etapas |                        |        |                    |             |
| Equipe | Equipe                 | Tempo  | Intervalo de tempo | Rapidez     |
| 1. | Jumbo-Visma            | 24m40s |                    | 56.676 km/h |
| 2. | Ineos Grenadiers       | 24m53s | + 13s              | 56.182 km/h |
| 3. | Quick-Step Alpha Vinyl | 24m54s | + 14s              | 56.145 km/h |
| 4. | BikeExchange-Jayco     | 25m11s | + 31s              | 55.513 km/h |
| 5. | UAE Team Emirates      | 25m13s | + 33s              | 55.440 km/h |
| 6. | Groupama-FDJ           | 25m18s | + 38s              | 55.257 km/h |
| 7. | Bora-Hansgrohe         | 25m21s | + 41s              | 55.148 km/h |
| 8. | Trek-Segafredo         | 25m22s | + 42s              | 55.112 km/h |
| 9. | Bahrain Victorious     | 25m22s | + 42s              | 55.112 km/h |
| 10. | Movistar Team          | 25m23s | + 43s              | 55.076 km/h |

## Classificações ao final da etapa

### Classificação geral
| \| Classificação geral \| Classificação geral \| Classificação geral \| Classificação geral \| Classificação geral \| \| Ciclista \| Ciclista \| Equipe \| Tempo \| \| \| ------------------- \| ------------------- \| ------------------- \| ------------------- \| ------------------- \| \| 1. \| Robert Gesink \| Jumbo-Visma \| 24m40s \| \| \| 2. \| Primož Roglič \| Jumbo-Visma \| + 0s \| \| \| 3. \| Chris Harper \| Jumbo-Visma \| + 0s \| \| \| 4. \| Sepp Kuss \| Jumbo-Visma \| + 0s \| \| \| 5. \| Rohan Dennis \| Jumbo-Visma \| + 0s \| \| \| 6. \| Edoardo Affini \| Jumbo-Visma \| + 0s \| \| \| 7. \| Sam Oomen \| Jumbo-Visma \| + 0s \| \| \| 8. \| Mike Teunissen \| Jumbo-Visma \| + 0s \| \| \| 9. \| Ethan Hayter \| Ineos Grenadiers \| + 13s \| \| \| 10. \| Richard Carapaz \| Ineos Grenadiers \| + 13s \| \| |                 |                  |        |
| |                 |                  |        |
| Fonte: ProCyclingStats |                 |                  |        |
| Classificação geral |                 |                  |        |
| Ciclista | Ciclista        | Equipe           | Tempo  |
| 1. | Robert Gesink   | Jumbo-Visma      | 24m40s |
| 2. | Primož Roglič   | Jumbo-Visma      | + 0s   |
| 3. | Chris Harper    | Jumbo-Visma      | + 0s   |
| 4. | Sepp Kuss       | Jumbo-Visma      | + 0s   |
| 5. | Rohan Dennis    | Jumbo-Visma      | + 0s   |
| 6. | Edoardo Affini  | Jumbo-Visma      | + 0s   |
| 7. | Sam Oomen       | Jumbo-Visma      | + 0s   |
| 8. | Mike Teunissen  | Jumbo-Visma      | + 0s   |
| 9. | Ethan Hayter    | Ineos Grenadiers | + 13s  |
| 10. | Richard Carapaz | Ineos Grenadiers | + 13s  |

### Classificação por pontos
| Classificação por pontos | Classificação por pontos | Classificação por pontos | Classificação por pontos | Classificação por pontos |
| Ciclista                 | Ciclista                 | Equipe                   | Pontos                   |                          |
| ------------------------ | ------------------------ | ------------------------ | ------------------------ | ------------------------ |

### Classificação da montanha
| Classificação da montanha | Classificação da montanha | Classificação da montanha | Classificação da montanha | Classificação da montanha |
| Ciclista                  | Ciclista                  | Equipe                    | Pontos                    |                           |
| ------------------------- | ------------------------- | ------------------------- | ------------------------- | ------------------------- |

### Classificação dos jovens
| Classificação dos jovens | Classificação dos jovens | Classificação dos jovens | Classificação dos jovens | Classificação dos jovens |
| Ciclista                 | Ciclista                 | Equipe                   | Tempo                    |                          |
| ------------------------ | ------------------------ | ------------------------ | ------------------------ | ------------------------ |
| 1.                       | Ethan Hayter             | Ineos Grenadiers         | 24m53s                   |                          |
| 2.                       | Pavel Sivakov            | Ineos Grenadiers         | + 0s                     |                          |
| 3.                       | Carlos Rodríguez         | Ineos Grenadiers         | + 0s                     |                          |
| 4.                       | Luke Plapp               | Ineos Grenadiers         | + 0s                     |                          |
| 5.                       | Remco Evenepoel          | Quick-Step Alpha Vinyl   | + 1s                     |                          |
| 6.                       | Ilan Van Wilder          | Quick-Step Alpha Vinyl   | + 1s                     |                          |
| 7.                       | Kelland O'Brien          | BikeExchange-Jayco       | + 18s                    |                          |
| 8.                       | Kaden Groves             | BikeExchange-Jayco       | + 18s                    |                          |
| 9.                       | Brandon McNulty          | UAE Team Emirates        | + 20s                    |                          |
| 10.                      | Juan Ayuso               | UAE Team Emirates        | + 20s                    |                          |

### Classificação por equipas
| Classificação por equipes | Classificação por equipes | Classificação por equipes | Classificação por equipes |
| Equipe                    | Equipe                    | Tempo                     |                           |
| ------------------------- | ------------------------- | ------------------------- | ------------------------- |
| 1.                        | Jumbo-Visma               | 24m40s                    |                           |
| 2.                        | Ineos Grenadiers          | + 13s                     |                           |
| 3.                        | Quick-Step Alpha Vinyl    | + 14s                     |                           |
| 4.                        | BikeExchange-Jayco        | + 31s                     |                           |
| 5.                        | UAE Team Emirates         | + 33s                     |                           |
| 6.                        | Groupama-FDJ              | + 38s                     |                           |
| 7.                        | Bora-Hansgrohe            | + 41s                     |                           |
| 8.                        | Trek-Segafredo            | + 42s                     |                           |
| 9.                        | Bahrain Victorious        | + 42s                     |                           |
| 10.                       | Movistar Team             | + 43s                     |                           |

## Abandonos
Nenhum.